# Zuid-Afrikaans Open
Het South African Open maakt deel uit van de Sunshine Tour en sinds 1997 ook van de Europese PGA Tour.
Het Open begon in 1893 als demonstratietoernooi en werd in 1903 erkend als het Nationaal Open. In december 2010 wordt de 100ste editie gespeeld. Alleen het Brits Open is een ouder nationaal golftoernooi.

## Geschiedenis

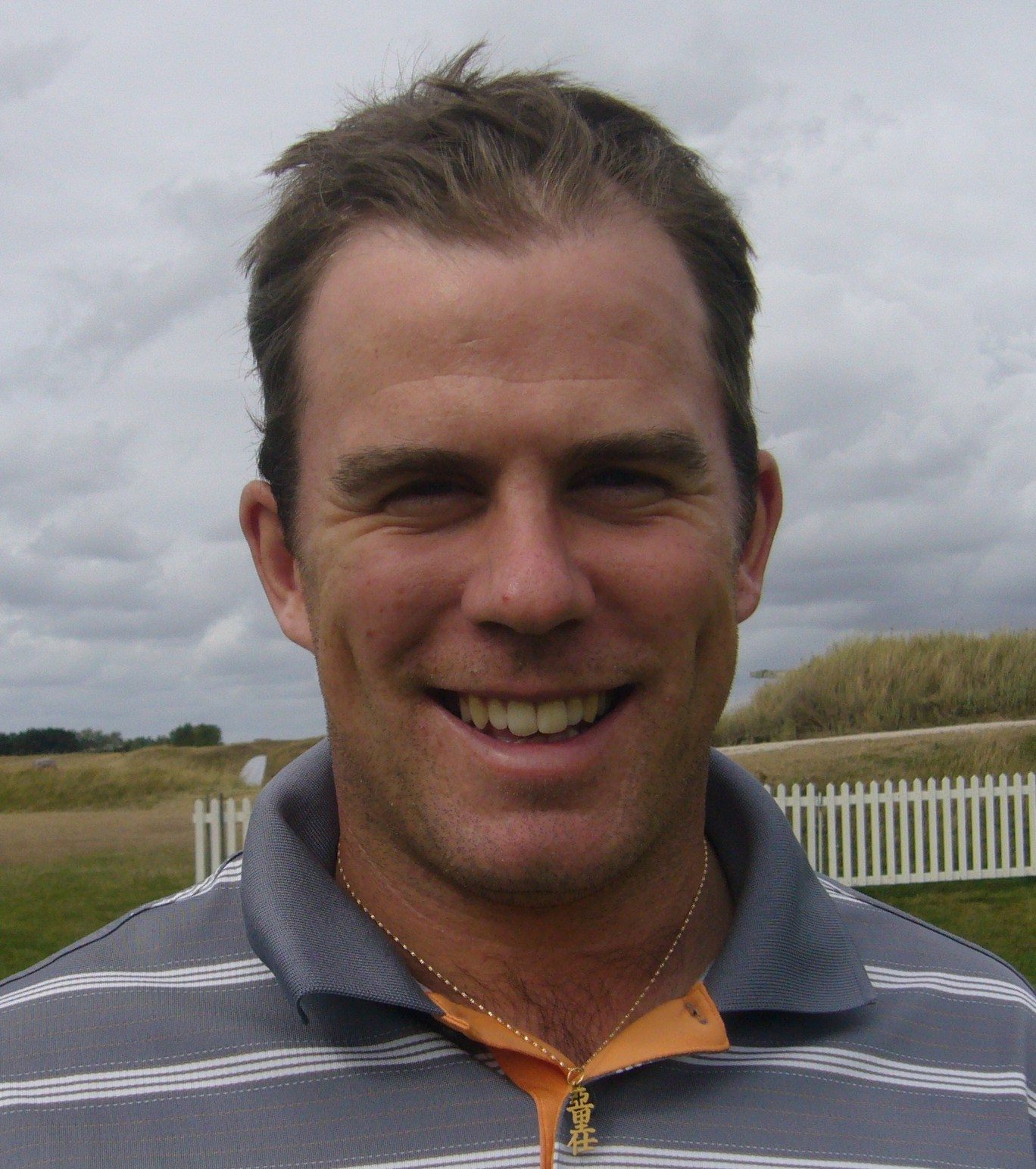
Richie Ramsay, winnaar 2010

De eerste jaren was het toernooi eigenlijk een demonstratietoernooi, waardoor 1903 vaak als eerste editie van het Open wordt genoemd. In 1903 werd het kampioenschap in Port Elizabeth over 36 holes gespeeld. In 1908 werd het uitgebreid tot een toernooi over 72 holes.
- In 1909 was de Potchefstroom Country Club gastheer. Op deze golfbaan waren alle greens van gras.
- In 1913 werd het Open op Kimberley Golf Club gespeeld en voor het eerst gewonnen door een amateur, Jimmy Prentice.
- In 1921 won Jock Brews, later zou hij nog een paar keer winnen. Zijn broer Sid won het toernooi ook meermaals.
- In 1935 won de toen 17-jarige Bobby Locke, de jongste winnaar ooit. Hij zou later nog zeven keer winnen. In 1951 maakte hij een ronde van 65, op dat moment het record van het Open.
- In 1952 won Sid Brews weer, hij was toen 52 jaar, ook een record, hij was de oudste winnaar van het Open.
- In 1956 behaalde Gary Player op de Rpyal Durban zijn eerste van dertien Open-overwinningen.
- In 1959 won Denis Hutchinson als laatste amateur dit toernooi. Hij kreeg daarbij de Freddie Tait Cup, die in 1929 werd ingesteld voor de beste amateur.
- In 1963 werd het Open bijna gewonnen door Papwa Sewgolum, hij eindigde één slag achter Retief Waltman, en zou de eerste zwarte winnaar zijn geweest.
- In 1970 was Tommy Horton de eerste buitenlandse winnaar.

Het toernooi is pas driemaal door een Europese speler gewonnen, in 1970 door Tommy Horton, in 2000 door Mathias Grönberg en in 2009 door Richie Ramsay. De andere vier buitenlandse winnaars waren Bob Charles (1973), Charles Bolling Jr (1983), Fred Wadsworth (1989) en Vijay Singh (1997).
In 1963 en 1976 werd het toernooi tweemaal gespeeld omdat het soms aan het einde en soms aan het begin van het jaar wordt gespeeld. In 1964 en 1982 werd dit gecompenseerd.

## Winnaars

### 1997 - heden
| Datum aanvang                            | Seizoen            | Seizoen            | Baan                      | Stad               | Winnaar            | Score              | Prijzengeld        |
| Datum aanvang                            | Sunshine           | Europese           | Baan                      | Stad               | Winnaar            | Score              | Prijzengeld        |
| South African Open                       | South African Open | South African Open | South African Open        | South African Open | South African Open | South African Open | South African Open |
| ---------------------------------------- | ------------------ | ------------------ | ------------------------- | ------------------ | ------------------ | ------------------ | ------------------ |
| 06-02-1997                               | 1996/97            | 1997               | Glendower Golf Course     | Johannesburg       | Vijay Singh        | 270 (-18)          | £ 445.300          |
| 05-02-1998                               | 1997/98            | 1998               | Royal Durban Golf Club    | Durban             | Ernie Els          | 273 (-15)          | £ 455,795          |
| Mercedes-Benz-Vodacom South African Open |                    |                    |                           |                    |                    |                    |                    |
| 21-01-1999                               | 1998/99            | 1999               | Stellenbosch Golf Club    | Stellenbosch       | David Frost        | 279 (-5)           | € 808.544          |
| Mercedes-Benz-S.A. Open Championship     |                    |                    |                           |                    |                    |                    |                    |
| 20-01-2000                               | 1999/00            | 2000               | Randpark Golf Club        | Johannesburg       | Mathias Grönberg   | 274 (-14)          | € 1.006.583        |
| Mercedes-Benz South African Open         |                    |                    |                           |                    |                    |                    |                    |
| 25-01-2001                               | 2000/01            | 2001               | East London Golf Club     | Oost-Londen        | Mark McNulty       | 280 (-8)           | € 1.058.953        |
| Bell's South African Open                |                    |                    |                           |                    |                    |                    |                    |
| 10-01-2002                               | 2001/02            | 2002               | Durban Country Club       | Durban             | Tim Clark          | 269 (-19)          | € 803.865          |
| South African Airways Open               |                    |                    |                           |                    |                    |                    |                    |
| 09-01-2003                               | 2002/03            | 2003               | Erinvale Golf Club        | Kaapstad           | Trevor Immelman po | 274 (-14)          | € 781.475          |
| 15-01-2004                               | 2003/04            | 2004               | Erinvale Golf Club        | Somerset West      | Trevor Immelman    | 276 (-12)          | € 725.007          |
| 20-01-20051                              | 2004/05            | 2005               | Durban Country Club       | Durban             | Tim Clark          | 273 (-15)          | € 719.599          |
| 15-12-20051                              | 2005/06            | 2006               | Fancourt                  | George             | Retief Goosen      | 282 (-10)          | € 1.006.955        |
| 14-12-2006                               | 2006/07            | 2007               | Humewood Golf Club        | Port Elizabeth     | Ernie Els          | 264 (-24)          | € 1.016.066        |
| 13-12-2007                               | 2007               | 2008               | Pearl Valley Golf Estates | Paarl              | James Kingston     | 284 (-4)           | € 999.200          |
| South African Open Championship          |                    |                    |                           |                    |                    |                    |                    |
| 18-12-2008                               | 2008               | 2009               | Pearl Valley Golf Estates | Paarl              | Richard Sterne po  | 274 (-14)          | € 1.012.670        |
| 17-12-2009                               | 2009               | 2010               | Pearl Valley Golf Estates | Paarl              | Richie Ramsay po   | 275 (-13)          | € 1.010.637        |
| 16-12-2010                               | 2010               | 2011               | Royal Durban Golf Club    | Durban             | Ernie Els          | 263 (-25)          | € 1.000.000        |
| 24-11-2011                               | 2011               | 2011               | Serengeti Golf Club       | Ekurhuleni         | Hennie Otto        | 274 (-14)          | € 1.000.000        |
| 15-11-2012                               | 2012               | 2012               | Serengeti Golf Club       | Ekurhuleni         | Henrik Stenson     | 271 (-17)          | € 1.000.000        |
| 21-11-2013                               | 2013               | 2014               | Glendower Golf Club       | Ekurhuleni         | Morten Ørum Madsen | 269 (-19)          | € 1.100.000        |
| 11-01-2015                               | 2014               | 2015               | Glendower Golf Club       | Ekurhuleni         | Andy Sullivan      | 277 (-11)          | € 1.000.000        |
| 10-01-2016                               | 2015               | 2016               | Glendower Golf Club       | Ekurhuleni         | Brandon Stone      | 274 (-14)          | € 1.000.000        |

1 Als gevolg van de herschikking in 2005, hebben er twee evenementen plaatsgevonden.

### 1903-1996
| Jaar                       | Baan                         | Winnaar               | Score | Beste Amateur           | Info |
| -------------------------- | ---------------------------- | --------------------- | ----- | ----------------------- | --- |
| 1903                       | Port Elizabeth Golf Club     | / Laurie B. Waters    | 163   | T Rollo                 | Het Open had 10 deelnemers                                                                                               |
| 1904                       | Royal Johannesburg Golf Club | / Laurie B. Waters    | 143   | F H Mitchell            | |
| 1905                       | Tempe Golf Club              | A.G. Gray po          | 151   | ?                       | Gray was pro op de Port Elizabeth GC                                                                                     |
| 1906                       | East London GC               | A.G. Gray             | 151   | H F Watson              | 5 pro's en 18 amateurs deden mee                                                                                         |
| 1907                       | Kimberley Golf Club          | / Laurie Waters       | 147   | H M Ballinghall         | |
| 1908                       | Port Elizabeth Golf Club     | George Fotheringham   | 294   | Jimmy A W Prentice      | Prentice was finalist ZA Amateur                                                                                         |
| 1909                       | Potchefstroom Country Club   | John Fotheringham     | 306   | J A W Prentice          | |
| 1910                       | Royal Cape Golf Club         | George Fotheringham   | 315   | E L Steyn               | |
| 1911                       | Royal Durban Golf Club       | George Fotheringham   | 301   | J A W Prentice          | |
| 1912                       | Potchefstroom Country Club   | George Fotheringham   | 305   | H Gordon Stewart        | |
| 1913                       | Kimberley Golf Club          | Jimmy Prentice (Am)   | 304   | Jimmy Prentice          | Prentice was ook ZA Amateur                                                                                              |
| 1914                       | Royal Cape Golf Club         | George Fotheringham   | 299   | S MacPherson            | |
| 1915 - 1918: niet gespeeld |                              |                       |       |                         | |
| 1919                       | Royal Durban Golf Club       | W H Horne             | 320   | H Gordon Stewart        | |
| 1920                       | Royal Johannesburg Golf Club | / Laurie Waters       | 302   | H Gordon Stewart        | HGS was ook ZA Amateur, de golfclub was net verhuisd naar Orange Grove                                                   |
| 1921                       | Port Elizabeth Golf Club     | Jock Brews            | 316   | A L Forster             | |
| 1922                       | Royal Port Alfred Golf Club  | Fred Jangle           | 310   | W C E Stent             | |
| 1923                       | Royal Cape Golf Club         | Jock Brews            | 315   | W C E Stent             | |
| 1924                       | Durban Country Club          | Bertie Elkin          | 316   | A L Forster             | |
| 1925                       | Royal Johannesburg Golf Club | Sid Brews             | 295   | T G McLelland           | het ZA Amateur werd dit jaar voor het eerst als matchplay gespeeld                                                       |
| 1926                       | Port Elizabeth Golf Club     | Jock Brews            | 301   | H Stanley-Smith         | |
| 1927                       | Maccauvlei Golf Club         | Sid Brews             | 301   | A H Matthews            | |
| 1928                       | Durban Country Club          | Jock Brews            | 297   | A S P Johnson           | |
| 1929                       | Royal Cape Golf Club         | Archie Tosh           | 315   | B Wynne                 | de top-16 amateurs kwalificeerden zich voor het Z.A. Amateur                                                             |
| 1930                       | East London Golf Club        | Sid Brews             | 297   | B R Ryan                | East London had net groene greens gekregen, Jock Brews werd 2de.                                                         |
| 1931                       | Port Elizabeth Golf Club     | Sid Brews             | 302   | B Wynne                 | |
| 1932                       | Mowbray Golf Club            | Charles Mcllveny      | 304   | C Olander               | slechts 32 deelnemers, het Open en het Amateur werden gecombineerd gespeeld.                                             |
| 1933                       | Royal Durban Golf Club       | Sid Brews             | 297   | A H Matthews            | |
| 1934                       | Humewood Golf Club           | Sid Brews             | 319   | J W Verwey              | In 1934 ging Sid Brews op de Houghton Golf Club werken.                                                                  |
| 1935                       | Parkview Golf Club           | Bobby Locke           | 296   | Bobby Locke             | |
| 1936                       | Royal Cape Golf Club         | Cl. Olander (Am)      | 297   | Clarence Olander        | |
| 1937                       | East London Golf Club        | Bobby Locke (Am)      | 288   | Bobby Locke             | 288 was een record, Locke werd in 1938 professional                                                                      |
| 1938                       | Maccauvlei Golf Club         | Bobby Locke           | 279   | A W Rolfe               | 279 was een record |
| 1939                       | Durban Country Club          | Bobby Locke           | 279   | F M Bodmer en C Olander | |
| 1940                       | Port Elizabeth Golf Club     | Bobby Locke           | 293   | S Boshoff               | |
| 1941 - 1945: niet gespeeld |                              |                       |       |                         | |
| 1946                       |                              | Bobby Locke           | 285   | S F Boshoff             | |
| 1947                       | Royal Johannesburg Golf Club | Ronnie Glennie (Am)   | 293   | R. Glennie              | |
| 1948                       | East London Golf Club        | Mickey Janks (Am)     | 298   | Mickey Janks            | |
| 1949                       | Maccauvlei Golf Club         | Sid Brews             | 291   | V Beuthin               | Locke wA dwezig, hij won dat jaar voor het eerst het Brits Open                                                          |
| 1950                       | Durban Country Club          | Bobby Locke           | 280   | J R Boyd                | |
| 1951                       | Houghton Golf Club           | Bobby Locke           | 277   | J R Boyd                | 277 was een record |
| 1952                       | Humewood Golf Club           | Sid Brews             | 305   | A D Jackson             | |
| 1953                       | Royal Cape Golf Club         | Jimmy Boyd (Am)       | 302   | Jimmy Boyd              | record: 41 professionals deden mee. de pro's kregen van Dunlop startgeld: 500 pond te verdelen onder alle pro's          |
| 1954                       | East London GC               | Reg Taylor (Am)       | 289   | Reg Taylor              | eerste 4 plaatsen waren voor amateurs                                                                                    |
| 1955                       | Zwartkop Country Club        | Bobby Locke           | 283   | R C Taylor              | |
| 1956                       | Durban Country Club          | Gary Player           | 286   | D J Hutchinson          | |
| 1957                       | Humewood Golf Club           | Harold Henning po     | 289   | J G le Roux             | play-off gewonnen van A R Guthrie                                                                                        |
| 1958                       | Bloemfontein Golf Club       | Arthur Stewart (Am)   | 281   | Arthur Stewart          | ZA Amateur 1957 |
| 1959                       | Royal Johannesburg Golf Club | Denis Hutchinson (Am) | 282   | Denis Hutchinson        | Hutchinson werd daarna professional. Bobby Locke had een motorongeluk gehad en speelde niet.                             |
| 1960                       | Mowbray Golf Club            | Gary Player           | 280   | J G le Roux             | |
| 1961                       | East London Golf Club        | Retief Waltman        | 289   | Barry Franklin          | Waltman was 22 jaar, hij won met 8 slagen voorsprong. Eerste keer dat een zwarte speler mee mocht doen (Papwa Sewgolum). |
| 1962                       | Houghton Golf Club           | Harold Henning        | 285   | Barry Franklin          | Gary Player was toen in de Verenigde Staten                                                                              |
| 1963                       | Durban Country Club          | Retief Waltman        | 281   | J Fourie                | Papwa Sewgolum maakte vier rondes onder par en werd 2de.                                                                 |
| 1964                       | Bloemfontein Golf Club       | Allan Henning         | 278   | Barry Franklin          | cut van 36 spelers |
| 1965                       | Royal Cape                   | Gary Player           | 273   | Alan Hofmann            | 273 was een nieuw record: Player maakte 4 rondes onder de 70                                                             |
| 1966                       | Houghton Golf Club           | Gary Player           | 278   | D Symons                | |
| 1967                       | East London GC               | Gary Player           | 279   | R Pybus                 | |
| 1968                       | Houghton Golf Club           | Gary Player           | 274   | D Kemp en D Symons      | |
| 1969                       | Durban Country Club          | Gary Player           | 273   | D Hayes                 | |
| 1970                       | Royal Durban                 | Tommy Horton          | 285   | J Fourie                | |
| 1971                       | Mowbray Golf Club            | Simon Hobday          |       |                         | |
| 1972                       | Royal Johannesburg Golf Club | Gary Player           |       |                         | |
| 1973                       | Royal Durban Golf Club       | Bob Charles           |       |                         | |
| 1974                       | Royal Johannesburg Golf Club | Bobby Cole            |       |                         | |
| 1975                       | Mowbray Golf Club            | Gary Player           |       |                         | |
| 1976                       | Houghton Golf Club           | Dale Hayes            |       |                         | |
| 1976                       | Durban Country Club          | Gary Player           |       |                         | |
| 1977                       | Royal Johannesburg Golf Club | Gary Player           |       |                         | |
| 1978                       | Mowbray Golf Club            | Hugh Baiocchi         |       |                         | |
| 1979                       | Houghton Golf Club           | Gary Player           |       |                         | |
| 1980                       | Durban Country Club          | Bobby Cole            |       |                         | |
| 1981                       | Royal Johannesburg Golf Club | Gary Player           |       |                         | |
| 1982: niet gespeeld        |                              |                       |       |                         | |
| 1983                       | Royal Cape Golf Club         | Charles Bolling Jr    |       |                         | |
| 1984                       | Houghton Golf Club           | Tony Johnstone        |       |                         | |
| 1985                       | Royal Durban Golf Club       | Gavan Levenson        |       |                         | |
| 1986                       | Royal Johannesburg Golf Club | David Frost           |       |                         | |
| 1987                       | Mowbray Golf Club            | Mark McNulty          |       |                         | |
| 1988                       | Durban Country Club          | Wayne Westner         |       |                         | |
| 1989                       | Glendower Golf Club          | Fred Wadsworth        |       |                         | |
| 1990                       | Royal Cape Golf Club         | Trevor Dodds          |       |                         | |
| 1991                       | Durban Country Club          | Wayne Westner         |       |                         | |
| 1992                       | Houghton Golf Club           | Ernie Els             |       |                         | |
| 1993                       | Glendower Golf Club          | Clinton Whitelaw      |       |                         | |
| 1994                       | Durban Country Club          | Tony Johnstone        |       |                         | |
| 1995                       | Randpark Golf Club           | Retief Goosen         |       |                         | |
| 1996                       | Royal Cape Golf Club         | Ernie Els             |       |                         | |

Jimmy Prentice won in 1913 het Zuid-Afrikaans Open en het Zuid-Afrikaans Amateur Kampioenschap. Bobby Locke deed hetzelfde in 1935, 1937 en 1939, Clarence Olander in 1936.
Gary Player won het toernooi 13 keer tussen 1956 en 1983. In 1969 verbrak hij het baanrecord van Bobby Locke en maakte een ronde van 64.
Sinds het toernooi ook meetelt voor de Europese Tour werd het in december van het voorgaande jaar gespeeld. Het Open van december 2010 telt dus mee voor de Europese Tour van 2011.
 Dimension Data Pro-Am ·
 Joburg Open ·
 Afrika Open ·
 Tshwane Open ·
 Investec Cup ·
 Zimbabwe Open ·
 Zambia Open ·
 Zambia Sugar Open ·
 Royal Swazi Sun Open ·
 AfrAsia Bank Mauritius Open ·
 Lombard Insurance Classic ·
 Vodacom Origins of Golf Tour I ·
 Vodacom Origins of Golf Tour II ·
 Sun City Challenge ·
 Vodacom Origins of Golf Tour III ·
 Wild Waves Golf Challenge ·
 Vodacom Origins of Golf Tour IV ·
 Sun Boardwalk Golf Challenge ·
 BMG Classic ·
 Vodacom Origins of Golf Tour V ·
 Nedbank Affinity Cup ·
 Vodacom Origins of Golf Tour Finale
 Nedbank Golf Challenge ·
 Alfred Dunhill Championship ·
 South African Open ·
 Abu Dhabi Golf Championship ·
 Qatar Masters ·
 Dubai Desert Classic ·
 Malaysian Open ·
 Thailand Classic ·
 Indian Open ·
 Joburg Open ·
 WGC - Championship ·
 Africa Open ·
 Tshwane Open ·
 Madeira Island Open ·
 Trophée Hassan II ·
 The Masters · 
 Shenzhen International ·
 Volvo China Open ·
 WGC - Match Play Championship ·
 Mauritius Open ·
 Open de España ·
 BMW PGA Championship ·
 Irish Open ·
 Nordea Masters ·
 Lyoness Open ·
 US Open · 
 BMW International Open ·
 Open de France ·
 Scottish Open ·
 The Open Championship · 
 European Masters ·
 Paul Lawrie Matchplay ·
 WGC - Invitational ·
 US PGA Championship · 
 Made in Denmark ·
 Czech Masters ·
 Russian Open ·
 KLM Open ·
 Open d’Italia ·
 European Open ·
 Alfred Dunhill Links Championship ·
 World Match Play Championship ·
 Portugal Masters ·
 Hong Kong Open ·
 BMW Masters ·
 WGC - Champions ·
 Turks Open ·
 Dubai World Championship
EurAsia Cup · Ryder Cup · Seve Trophy · World Cup of Golf
2010 · 2011 · 2012 · 2013 · 2014